# 10. Międzynarodowy Festiwal Filmowy w Cannes
10. Festiwal Filmowy w Cannes odbył się w dniach 2–17 maja 1957 roku. Imprezę otworzył pokaz amerykańskiego filmu W 80 dni dookoła świata w reżyserii Michaela Andersona. 
Jury pod przewodnictwem francuskiego pisarza André Maurois przyznało nagrodę główną festiwalu, Złotą Palmę, amerykańskiemu filmowi Przyjacielska perswazja w reżyserii Williama Wylera.

## Jury Konkursu Głównego
- André Maurois, francuski pisarz − przewodniczący jury[2]
- Jean Cocteau, francuski reżyser i pisarz − honorowy przewodniczący jury
- Maurice Genevoix, francuski pisarz
- Georges Huisman, francuski historyk
- Maurice Lehmann, francuski reżyser
- Marcel Pagnol, francuski reżyser i pisarz
- Michael Powell, brytyjski reżyser
- Dolores del Río, meksykańska aktorka
- Jules Romains, francuski pisarz
- George Stevens, amerykański reżyser
- Vladimír Vlček, czeski reżyser